# Académie des sciences et des arts de Rhénanie-du-Nord-Westphalie
L'Académie des sciences et des arts de Rhénanie-du-Nord-Westphalie (en allemand : Nordrhein-Westfälische Akademie der Wissenschaften und der Künste) est une société savante regroupant en une seule académie, l'académie des sciences et l'académie des beaux-arts de la Rhénanie-du-Nord-Westphalie en Allemagne.

## Historique
Au début du XXe siècle, une « Société rhénane pour la recherche scientifique », fut créée. Elle a aidé de 1911 à 1915 un grand nombre de projets scientifiques. La Première Guerre mondiale mit un terme prématuré à cette société savante. 
Ce n'est qu'après la Seconde Guerre mondiale que fut relancée cette institution savante.
En 1950, le ministre-président de Rhénanie-du-Nord-Westphalie, Karl Arnold, relance cet organisme, sous l'appellation « Association pour la recherche de Rhénanie-du-Nord-Westphalie ». Le but était de regrouper des techniques et des disciplines scientifiques afin de conseiller le gouvernement de l'État dans la reconstruction de l'après-guerre à la suite des très nombreuses destructions civiles et industrielles. Ainsi fut créé le Centre de recherche de Jülich, un des plus grands centres de recherche d'Europe ; d'autres centres virent le jour, tels que le centre allemand de l'Institut expérimental pour l'aviation, la Société de recherche en mathématiques et d'informatique.
En 1960, l'Association a emménagé dans ses propres locaux dans un bâtiment situé à Düsseldorf. 
En 1970, l'Association prend le nom de  « Académie des sciences de Rhénanie-du-Nord-Westphalie », de 1993 à 2008. Le 24 juin 2008, le parlement régional vote l'ajout de la culture à cette académie des sciences, qui prend son nom actuel d'Académie des sciences et des arts de Rhénanie-du-Nord-Westphalie. 
L'Académie est une personne morale. Sa tâche consiste à maintenir les échanges scientifiques entre les membres, qui entretiennent des relations avec d'autres institutions scientifiques nationales et à l'étranger. Elle doit stimuler la recherche scientifique, l'attribuer des prix pour des réalisations scientifiques, publier des articles scientifiques et, en tant que pouvoir central, favoriser la réalisation de projets scientifiques selon les programmes académiques fédéraux et nationaux. 
L'académie est basée à Düsseldorf. Le Conseil de l'Académie est présidé par le ministre-président de Rhénanie-du-Nord-Westphalie (de 2010 - 2015 Mme Hannelore Kraft, puis Armin Laschet et Hendrik Wüst).